# Koffi Comar
Koffi Comar (geboren 1973 in Lomé, Togo) ist ein zeitgenössischer Künstler, der für seine Arbeiten im Bereich der Malerei, Performance und Installationskunst bekannt ist.

## Leben und künstlerische Laufbahn
Koffi Comar verbrachte seine Kindheit und Jugend in Lomé, der Hauptstadt des westafrikanischen Staates Togo. Seine künstlerische Laufbahn begann in den 1990er Jahren, als er an verschiedenen Kunstprojekten und Festivals in Afrika teilnahm. Zu seinen frühen Stationen gehören das Festival „Ewole '94“ in Lomé und die „Jeune Création Quest Africaine“ in Cotonou, Rep. Bénin (1994–1996).
Entsprechend erweiterte er seit den späten 1990er-Jahren seinen Wirkungskreis auf internationale Bühnen. Seine Werke wurden unter anderem in Frankreich, Belgien, der Schweiz, Japan und den USA präsentiert. Zu den Höhepunkten seiner Karriere zählen Ausstellungen in der Galerie MMG in Tokio (2005), der Galerie Saint James in Bordeaux (2007) und der Galerie GRANCY in Lausanne (2008). Die Werke von Koffi Comar sind auch Teil bedeutender öffentlicher Sammlungen, darunter der Artothèque des Conseil Général de Bordeaux (Frankreich) und dem Museum für zeitgenössische Kunst Hiroshima (Japan).
Koffi Comar lebt und arbeitet mittlerweile im französischen Lyon.

## Ausstellungen (Auswahl)
- Galerie du Médoc, Bordeaux 2000
- Assemblée Nationale, Paris 2001
- Galerie 2016, Brüssel und Neuchâtel 2003
- Galerie MMG, Tokio 2005
- Galerie LAROCK GRANOFF, Paris 2006
- Galerie GRANCY, Lausanne 2008
- Galerie Harmattan, Megève 2009
- Conseil général de Bordeaux 2010
- Festival CELTIQUE, 6ème continent, Lyon 2011